# La Grande Sœur
Pour plus de détails, voir Fiche technique et Distribution.
La Grande Sœur (Starchaïa sestra, Старшая сестра) est un film soviétique réalisé par Gueorgui Natanson, sorti en 1966,, basé sur la pièce d'Alexandre Volodine Ma grande sœur.

## Synopsis
À Léningrad, les orphelines Lydia et Nadia vivent avec leur oncle qui les a adoptées lorsqu'elles étaient petites. Mû par de bonnes intentions, l'oncle Mitia - comme les sœurs l'appellent - s'immisce dans leur vie privée, s'oppose aux moindres modifications de leurs projets. Ainsi, sur un ton péremptoire, il intervient lorsque Kirill, l'amant de Lydia, la cadette, vient lui rendre visite. Lorsque Nadia, au lieu de continuer de travailler et étudier dans une école technique décide de se consacrer au théâtre, n'y voyant qu'une lubie, il cherche à l'en dissuader. Néanmoins, les jeunes femmes poursuivent leurs quête du bonheur, en maintenant une relation harmonieuse. Cette situation devient possible principalement grâce à la capacité de Nadia à se remettre en question et apaiser les tensions.

## Fiche technique
- Titre original : Starchaia sestra
- Réalisation : Gueorgui Natanson
- Scénario : Aleksandr Volodine
- Photographie : Valeri Vladimirov
- Musique : Vladlen Tchistiakov
- Décors : Semion Uchakov
- Montage : Lioudmila Petchieva
- Direction artistique : Semion Ouchakov
- Son : Veniamin Kirschenbaum
- Production : Mosfilm
- Format : noir et blanc - mono - 35 cm
- Genre : mélodrame
- Durée : 102 minutes
- Pays : URSS
- Sortie : 6 mars 1967

## Distribution
- Tatiana Doronina : Nadia, la grande sœur
- Natalia Teniakova : Lydia, la petite sœur
- Mikhaïl Jarov : Dmitri Petrovich Ukhov (oncle Mitya)
- Vitali Solomine : Kirill, amant marié de Lydia, ancien camarade de classe
- Leonid Kouravliov : Volodia, soupirant de Nadia
- Valentina Charykina : Choura, épouse de Kirill, institutrice
- Evgueni Evstigneïev : Ogorodnikov, le patron de Nadia
- Oleg Bassilachvili : Oleg Medynski, metteur en scène
- Inna Churikova : Nelly, collègue de Nadia
- Viktor Ilichiov : participant au concours d'entrée d'école de théâtre
- Sofia Piliavskaïa : membre du comité d'admission au théâtre
- Pavel Massalski : membre du comité d'admission au théâtre